# I. Hasszán Núradín
I. Al haddzs Hasszán Núradín Iszkandar szultán a Maldív-szigetek szultánja volt 1779 és 1799 között. Mohamed Muiz ud-din Núradín szultán fia volt. Núradín kétszer vett részt a haddzson, a második alkalommal Mekka emírjével harcolt. Dzsiddában halt meg, a maldív hadsereg 238 katonájával együtt, egy fertőző betegségben, az úgynevezett kasividuriban avagy fekete himlőben.

## Fordítás
Ez a szócikk részben vagy egészben  a   Hassan Nooraddeen I című angol Wikipédia-szócikk ezen változatának fordításán alapul.  Az eredeti cikk szerkesztőit annak laptörténete sorolja fel. Ez a jelzés csupán a megfogalmazás eredetét és a szerzői jogokat jelzi, nem szolgál a cikkben szereplő információk forrásmegjelöléseként.